# 达布达尔乡
达布达尔乡，是中华人民共和国新疆维吾尔自治区喀什地区塔什库尔干塔吉克自治县下辖的一个乡镇级行政单位。

## 行政区划
达布达尔乡下辖以下地区：
红其拉甫村、达布达尔村、阿特加依里村、热斯喀木村和波斯特多克特村。